# Soldate républicaine à Barcelone

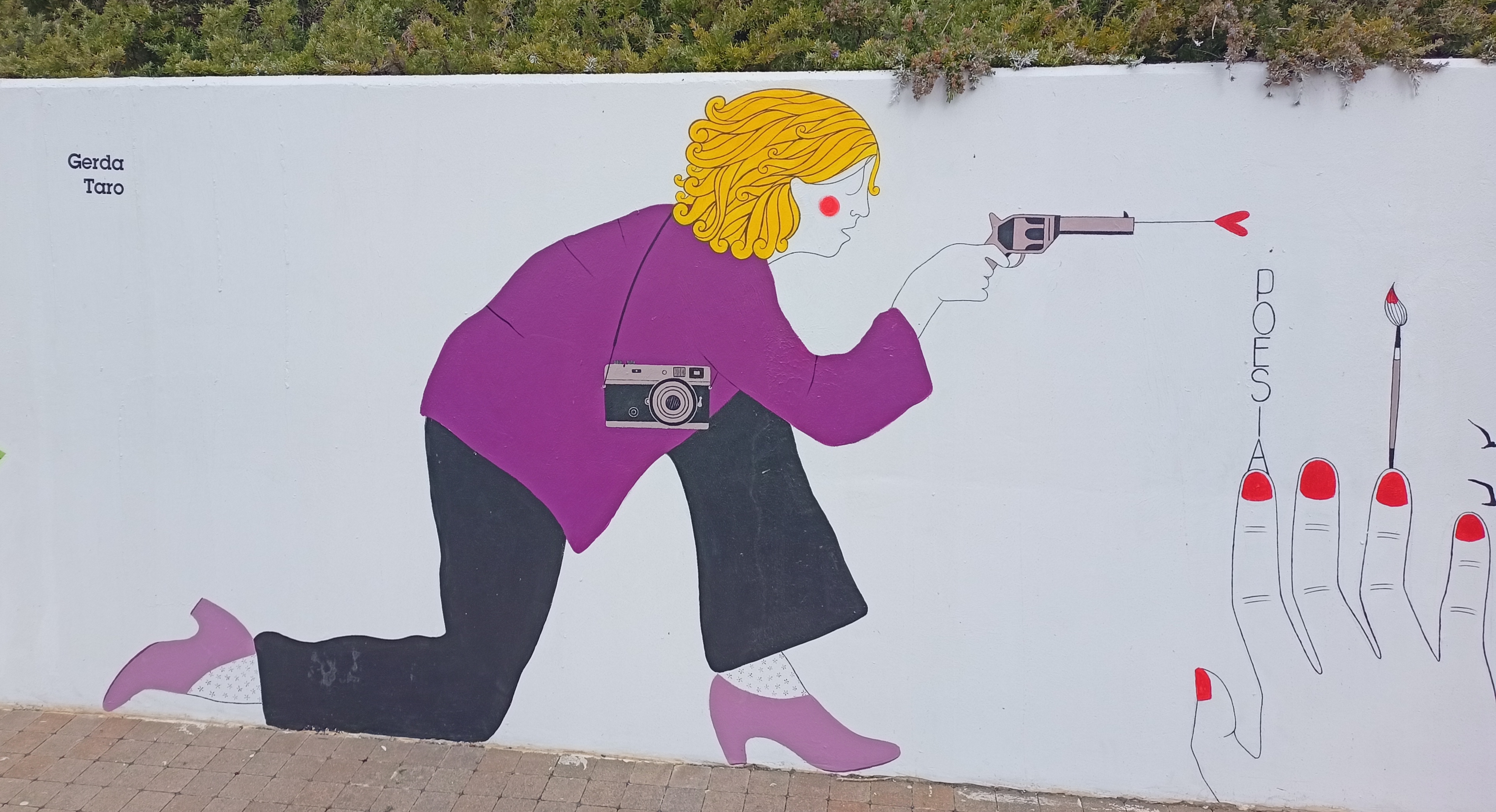
Peinture murale en hommage à l'œuvre, située à Pampelune, en Navarre (2022).

Soldate républicaine à Barcelone, connue aussi sous le nom de Milicienne républicaine à Barcelone, est une photographie de Gerda Taro, prise au début de la guerre d'Espagne, en 1936, devenue iconique de ce conflit précurseur de la Seconde Guerre mondiale.

## Présentation

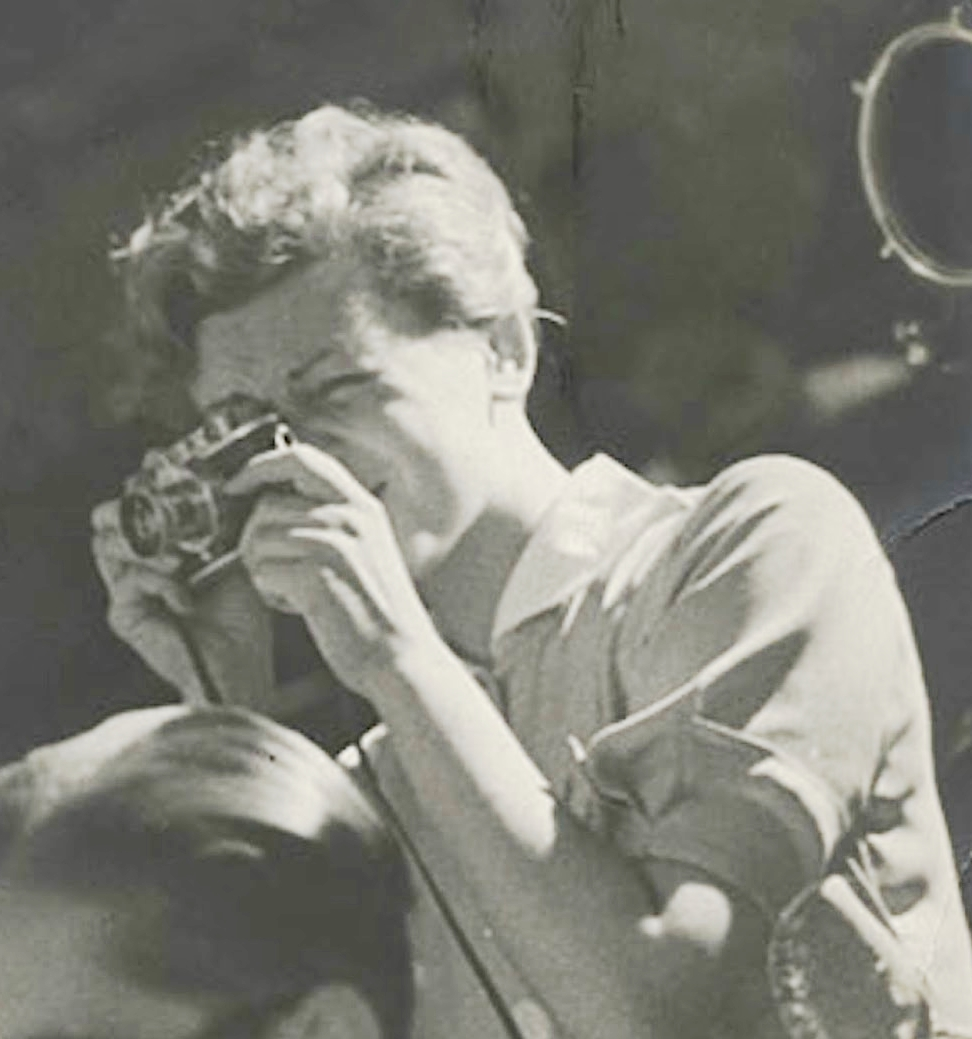
La photographe Gerda Taro, créatrice de l'œuvre.

La photographie présente une milicienne républicaine à l'entraînement, genou à terre avec une arme, sur la plage du Somorrostro de Barcelone, dans le quartier de la Barceloneta. Elle est publiée pour la première fois dans le magazine hebdomadaire français Vu.
D'un format carré 6 x 6 cm, le cliché est pris avec le Rolleiflex que Gerda Taro utilise pour couvrir la guerre d'Espagne en Catalogne.

## Lieu de la prise de vue
La plage du Somorrostro, lieu de sa création, est située en contrebas de l'Hôpital de la Mer (1905), centre hospitalier barcelonais rendu célèbre par le film Tout sur ma mère de Pedro Almodóvar (1999).
Ce site, historique dans le monde de l'art et de l'histoire de guerre d'Espagne, est de nos jours adjacent au Port olympique de Barcelone, à proximité immédiate de l'œuvre Le Poisson de l'architecte Frank Gehry, créée pour les Jeux Olympiques de 1992.

## Postérité de l'œuvre
Après plusieurs années d'oubli, la photographie de Gerda Taro est devenue iconique, au niveau mondial, de l'engagement des femmes dans la guerre d'Espagne.